# 高河原氏
高河原氏（たかがはらうじ）は、紀伊国の国人衆。日本の氏族の一つ。

## 概要
高河原氏の祖は不明だが、高川原・高瓦とも書き、伊勢国・紀伊国・阿波国などに地名がある。ゆえに地名をもって氏としたと伝わる。
平清盛の嫡孫・維盛の流れをくむとされており、維盛は建久元年（1190年）から建久2年（1192年）にかけて、田辺系熊野別当の一族、古座浦池の川の郷士・高河原氏にかくまわれ子をなして光盛という。玉川玄龍編纂、『高川原氏家譜』（古座青原寺蔵）。『南紀古史伝』、『紀伊風土記』、寛政年間に武内玄龍の著『熊野巡覧記』）。同じ紀伊国の色川氏も同じ一族だという。
『和歌山県誌』の人物誌に「元弘元年小山氏と並び鎌倉の命を奉して熊野沿海を警護せり。また、「吉野朝と高野山」（岩谷民蔵の著）に1392年（元中9年）10月28日南朝の後亀山天皇を京に還御し、高河原攝津守等熊野八荘司扈従す」とあり、南朝に仕えたことが記されている。
高河原氏が最も名を馳せた時期は摂津守貞盛（維盛より14代孫）の代で、北畠・織田氏に仕えて隣国の堀内氏と争った。1579年（天正7年）、滝川一益の配下で有岡城攻略にも参戦して武功を立て、8000石を領し庄兵衛有盛を摂津国守部邑に派遣した。1581年（天正9年）には居城となる虎城山城（現・和歌山県東牟婁郡串本町古座）を築城している。
貞盛の子帯刀家盛（幼名：小源太）は豊臣秀長に仕えたが、1600年（慶長5年）関ヶ原の戦いで西軍に属し、一時没落したため、庄兵衛有盛・甚右衛門右京と八右衛門又八郎は摂津国守部邑にて帰農し土着した。家盛は戦後に紀伊和歌山藩主となった浅野氏(上田宗箇)に仕えることで家を復興し、居城があった虎城山に菩提となる青原寺を創建した。建てる際に城の一部を用いたとも伝えられている。寺内には家盛の墓と言われている石碑が遺されている。
家盛の子助左衛門喬盛（幼名：小平太）も父と共に上田宗箇に仕えて、1615年（元和元年）の大坂夏の陣樫井の合戦で徳川方として、『新東鑑』第2巻、巻之十四に浅野氏の家老上田主水（宗箇）の家人として一番槍の武功を立てその後小平太は名を助左衛門と称したとあり、『南紀古士伝』には浅野氏が安芸広島藩へ国替えの際には1500石の知行を得ているとある。しかし、突如役を辞して帰郷とあるが、実際には元・所領であった摂津国守部邑に土着し、以後名を助右衞門と称し代々襲名した。広島藩士としての高河原氏は喬盛の弟五郎左衛門定盛と権左衛門源太夫が受け継ぎ、定盛は姓を高瓦氏と改称するが、代々塩田奉行・目付役として重用され、子孫に受け継げられた。しかし、権左衛門源太夫は1723年（享保8年）以降に故ありて広島藩を去り、摂津国守部邑にて甚右衛門の後を継ぎ帰農、土着した以後権右衞門と称した。
嫡流のほうは紀伊国に存在し、居城跡に住居を構えて暮らし、喬盛の弟もしくは子小左衛門唯盛は慶長5年（1600年）より召しだされていた地士（熊野七人士）に命じられ、その子貞昌は小右衛門と称し、孫の貞家は六郎右衛門を称し、唯盛の4代孫兵右衛門貞時の代には新宮藩鉛山奉行になったという。以後代々兵右衛門を襲名したが嫡流は安永年間（1772年 - 1780年）に途絶えたとあるが、『熊野巡覧記』（著・泉溟武内玄）には貞時の4代孫良寛が1889年（明治22年）の市町村施行で成立した古座村の村役を務め、良寛には子平八がいたという。